# Коваль Юрій Миколайович (військовик)
Ю́рій Микола́йович Коваль (нар. 17 січня 1980 с. Ярославка, Чернігівська область — пом. 26 липня 2014, с. Красне, Луганська область) — солдат Збройних сил України, учасник російсько-української війни.

## Життєпис
Народився 1980 року в селі Ярославка Бобровицького району. Закінчив Ярославську ЗОШ, Київське ПТУ № 26, здобув спеціальність електрогазозварника. Строкову службу служив у Дніпродзержинську Луганської області, внутрішні війська. Демобілізувавшись, працював у своєму селі.
У часі війни мобілізований 19 березня 2014-го, солдат-навідник кулемета 2-го механізованого відділення, 2-й механізований взвод 2-ї механізованої роти 1-ї окремої гвардійської танкової бригади. Стояв на блокпосту біля річки Снов, потім охороняв Київське водосховище. Згодом перебував у зоні бойових дій.
Загинув уночі 26 липня у бою біля села Красне (Краснодонський район) неподалік від аеропорту Луганська. Від Макарового рушили до Щастя, а звідти до Луганського аеропорту з метою розблокування шляху до українських підрозділів, що обороняли аеропорт. Бійці отримали наказ закріпитися на висоті біля села Красне.
Група через 15 хвилин після прибуття на місце потрапила під обстріл мінометів та «Градів». Постріл з ПТУРа вивів з ладу танк, який більше не міг вести бій. Після отриманого наказу відступати група рушила в бік Луганського аеропорту, але потрапила у засідку. Військові зіскочили з БМП і почали вести бій. На трьох БТРах бійці прорвали два блокпости і потрапили в засідку. Загинув у бою, прикриваючи побратимів, тоді ж поліг Микола Бруй.
Тіло загиблого бойовики вивезли до Краснодона, лише через кілька днів його вдалося переправити до Чернігова через територію РФ.
Похований 2 серпня 2014-го в селі Ярославка з військовими почестями.
Без Юрія лишилися мама, син Максим 2004 р. н., сестра Наталія.
Чернігівська обласна рада ухвалила рішення про клопотання про присвоєння Юрію звання «Герой України» (посмертно).

## Нагороди та вшанування

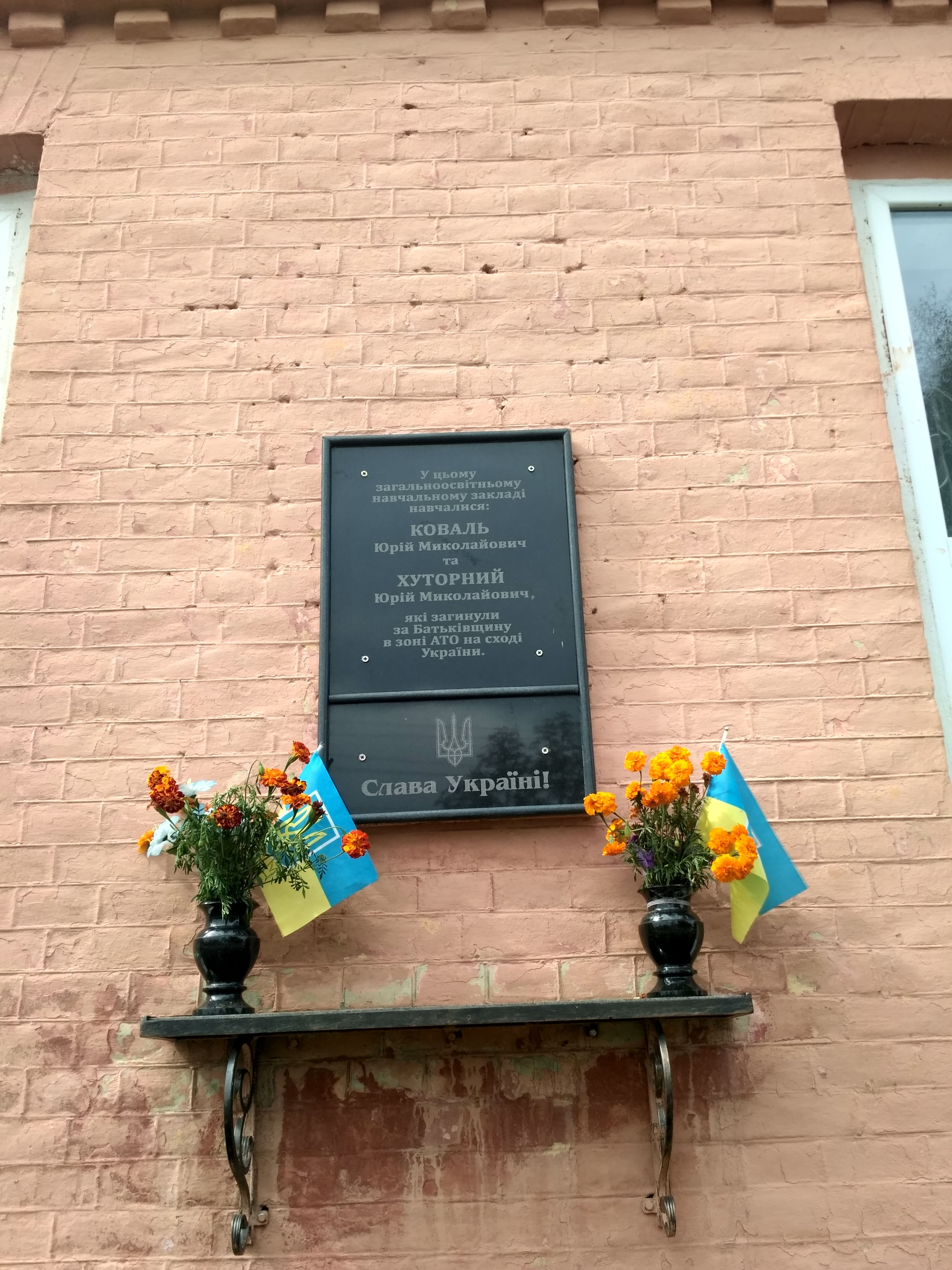
Меморіальна дошка на стіні школи у с. Ярославка

- 17 липня 2015 року — за особисту мужність і героїзм, виявлені у захисті державного суверенітету та територіальної цілісності України, вірність військовій присязі під час російсько-української війни, відзначений — нагороджений орденом «За мужність» III ступеня (посмертно)[2].
- Нагрудним знаком «За оборону Луганського аеропорту» (посмертно).
- В Ярославці при церкві встановлено пам'ятник Юрію Ковалю та Юрію Хуторному[3].
- На будівлі сільської школи в Ярославці відкрито меморіальну дошку Юрія Коваля Хуторного та Юрія Хуторного[4].